# Elaeocarpus pedunculatus
Elaeocarpus pedunculatus är en tvåhjärtbladig växtart som beskrevs av Nathaniel Wallich. Elaeocarpus pedunculatus ingår i släktet Elaeocarpus och familjen Elaeocarpaceae. Inga underarter finns listade i Catalogue of Life.